# Earganén
Earganén (en árabe: إريانن‎, en francés: Iryanène) es una localidad marroquí perteneciente al municipio de Tifaruén, en la región de Tánger-Tetuán-Alhucemas. Desde 1912 hasta 1956 perteneció a la zona norte del Protectorado español de Marruecos.